# Stary Chwalim
Stary [pronunciación en polaco: /ˈstarɨ ˈxfalʲim/] (anteriormente alemán Alt Valm) es un pueblo en el distrito administrativo de Gmina Barwice, dentro del condado de Szczecinek, Voivodato de Pomerania Occidental, en el noroeste de Polonia. Se encuentra a unos 6 kilómetros al noreste de Barwice, 19 kilómetros al oeste de Szczecinek, y 128 kilómetros al este de la capital regional Szczecin.